# Montes Cordillera
Montes Cordillera – pasmo górskie na Księżycu. Tworzy zewnętrzny pierścień otaczający basen Mare Orientale (wewnętrzny pierścień tworzą Montes Rook). Centrum gór ma współrzędne selenograficzne ☾ 17,5°S 81,6°W/-17,500000 -81,600000, mieszczą się one w okręgu o średnicy 574 km.
Montes Cordillera leżą na krawędzi widocznej strony Księżyca, tak że można dostrzec je z Ziemi. Zachodni kraniec gór ma długość selenograficzną około 116° W i leży na niewidocznej stronie Księżyca. Północna część pasma leży tuż na południe od księżycowego równika, natomiast południowa rozciąga się mniej więcej do równoleżnika 38° S. Wewnętrzne zbocza gór wznoszą się nad nierównym terenem otaczającym Montes Rook, podczas gdy zewnętrzne to szeroki pas wyrzuconego podczas tworzenia się Mare Orientale materiału skalnego. Wytworzył on różnorodne grzbiety i doliny ułożone promieniście do morza, przez co silnie zmienił wygląd istniejących tam wcześniej kraterów.
Przy wewnętrznych stokach gór na północnym wschodzie leży małe morze księżycowe zwane Lacus Autumni (Jezioro Jesieni). Na północny wschód od pasma znajduje się para kraterów Schlūter i Hartwig. Ten ostatni został wyraźnie zmieniony przez wyrzucone skały z Mare Orientale, natomiast pierwszy jest młodszy, utworzony przypuszczalnie po tym uderzeniu.
W południowo-wschodnich rejonach pasma leżą kratery Krasnow i Shaler. Na południowy wschód od tego ostatniego znajduje się promieniście położona dolina zwana Vallis Bouvard. Dalej na południe i wschód leży para radialnych dolin Vallis Baade i Vallis Inghirami. Podobnie ukierunkowana dolina, Vallis Bohr, leży na północ od Montes Cordillera, na zachód od krateru Bohr.
Nazwa Cordillera oznacza łańcuch górski w języku hiszpańskim.